# Acherontia lachesis
Acherontia lachesis es una polilla grande (de hasta 13 cm de envergadura) de la familia Sphingidae que se encuentra en India, Sri Lanka y gran parte de la región oriental. Es una de las tres especies del género Acherontia. La especie fue descrita por primera vez por Johan Christian Fabricius en 1798. Es nocturna y le gusta mucho la miel; pueden imitar el aroma de abejas para que puedan entrar ilesos en una colmena para obtener miel. Su lengua, que es robusta y muy fuerte, les permite perforar las celdillas de cera y succionar la miel. Esta especie se encuentra en casi toda la región oriental, desde India, Pakistán y Nepal hasta Filipinas, y desde el sur de Japón y el sur Extremo Oriente ruso a Indonesia, donde ataca colonias de varias especies diferentes de abejas melíferas. Recientemente se ha establecido en las islas hawaianas.

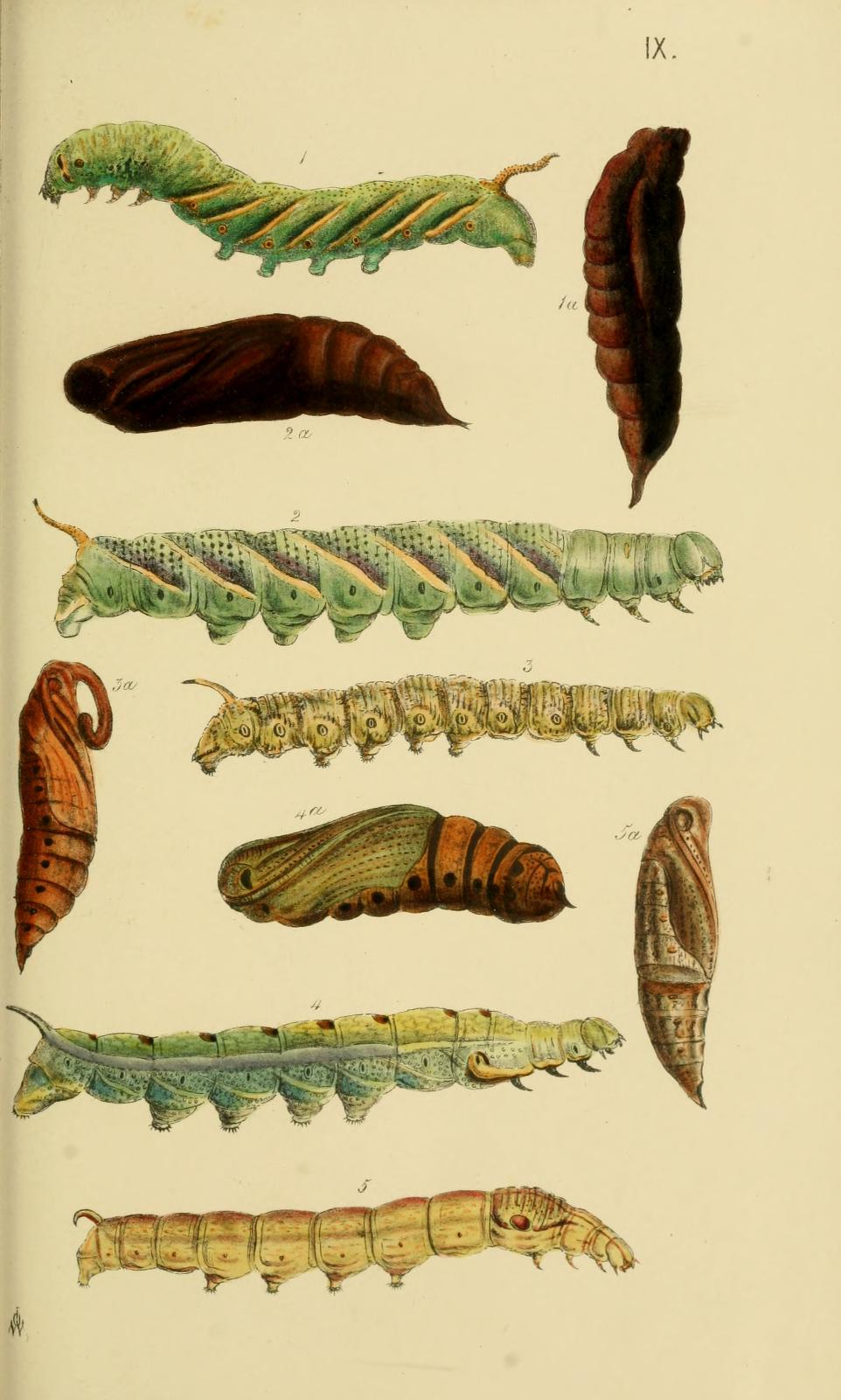
Larva (2) y pupa (2a) de Acherontia lachesis

A. lachesis es mucho más grande que Acherontia styx. Las bandas segmentarias y la raya gris ocupan tanto del abdomen que solo quedan pequeñas manchas amarillas. El ala trasera tiene una gran mancha negra en la base. Las bandas medial y posmedial son tan anchas que solo quedan bandas estrechas de color amarillo. El lado ventral del abdomen tiene bandas negras y las alas tienen bandas negras y tienen una mancha en la celda de cada una. la larva difiere de A. styx por tener rayas azules sobre las amarillas; antes de pupar se vuelve marrón y las rayas oblicuas desaparecen.

## Ciclo vital
Los huevos se depositan en una variedad de plantas hospedantes pertenecientes a las familias Solanaceae, Verbenaceae, Fabaceae, Oleaceae, Bignoniaceae y otras. Las larvas maduras pueden alcanzar una longitud de 125 mm y se presentan en formas de color verde, amarillo y gris pardusco (más comúnmente gris), con rayas oblicuas en el cuerpo y un cuerno de cola espinoso que se encrespa en la punta extrema. Cuando se molesta, la oruga lanza la cabeza y los segmentos anteriores del cuerpo de lado a lado, al mismo tiempo que hace un chasquido que se repite rápidamente, que parece ser producido por las mandíbulas. La larva pupa empujando su cabeza hacia la tierra, enterrándose y formando una cámara ovoide a unos 15 cm por debajo de la superficie en la que muda su piel.
Las larvas a menudo son parasitadas por moscas taquínidas.

## Ecología
La polilla descansa con las alas plegadas con el abdomen completamente cubierto. Cuando se le molesta, levanta su cuerpo de la superficie en la que está sentado y abre parcialmente y levanta las alas y emite una nota chillona. Los depredadores notables son principalmente parasitoides como Amblyjoppa cognatoria, Quandrus pepsoides y Drino atropivora.

## Plantas hospederas
En sus países de distribución, las orugas se encuentran en una variedad de plantas como Jasminum, Solanum tuberosum, Nicotiana tabacum,  Tectona grandis, Datura, Ipomoea batatas,  Clerodendrum kaempferi, Erythrina speciosa, Clerodendrum quadriloculare, Lantana camara, Sesamum indicum, Solanum melongena, Solanum verbascifolium , Stachytarpheta indica, Tithonia diversifolia, Solanum torvum, Spathodea campanulata, Vitex pinnata,Psilogramma menophron y Clerodendrum inerme.

## Subespecies
- Acherontia lachesis lachesis
- Acherontia lachesis diehli Eitschberger, 2003

A. lachesis no es la especie de calavera usada en los carteles promocionales de El silencio de los corderos. Esa es Acherontia styx.

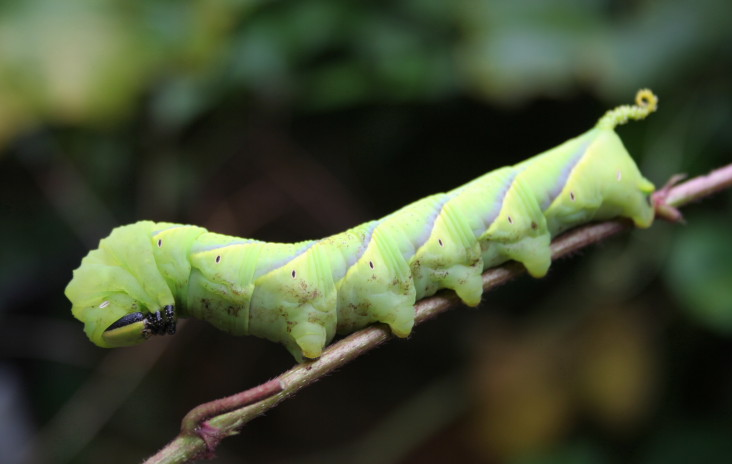
Larva
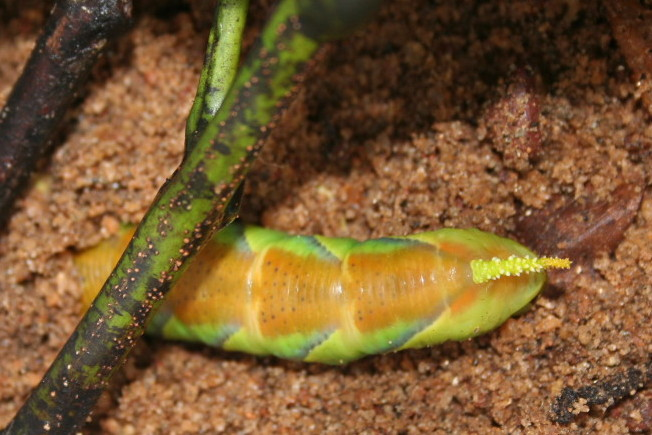
Larva enterrándose para pupar bajo el suelo
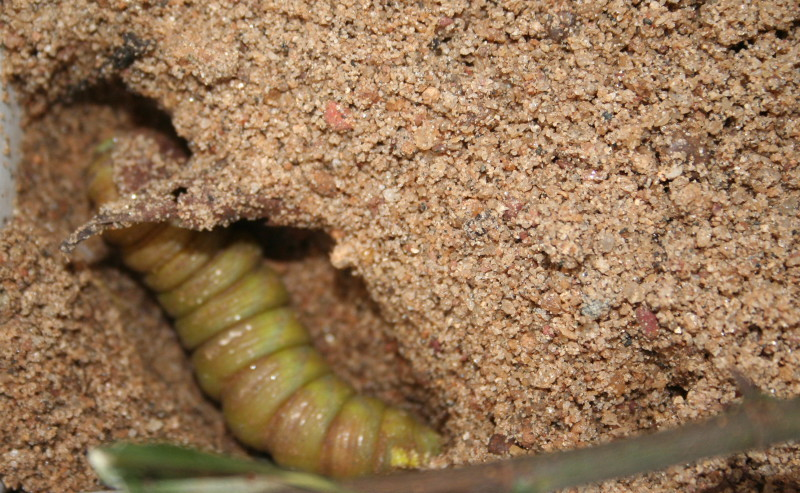
Pupando
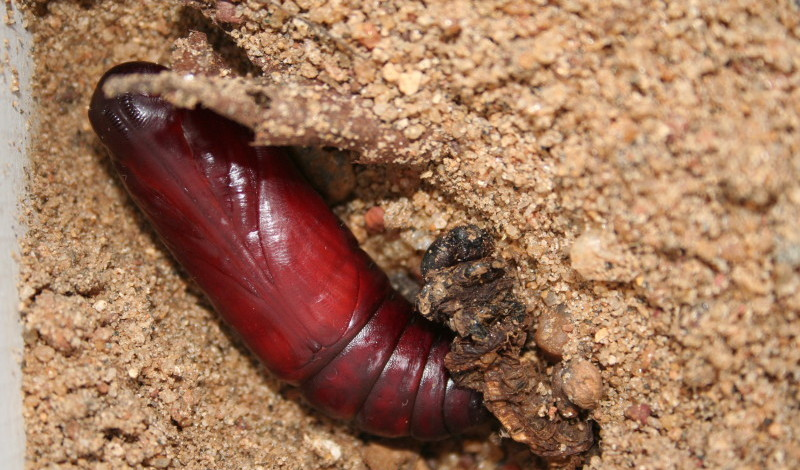
Pupa
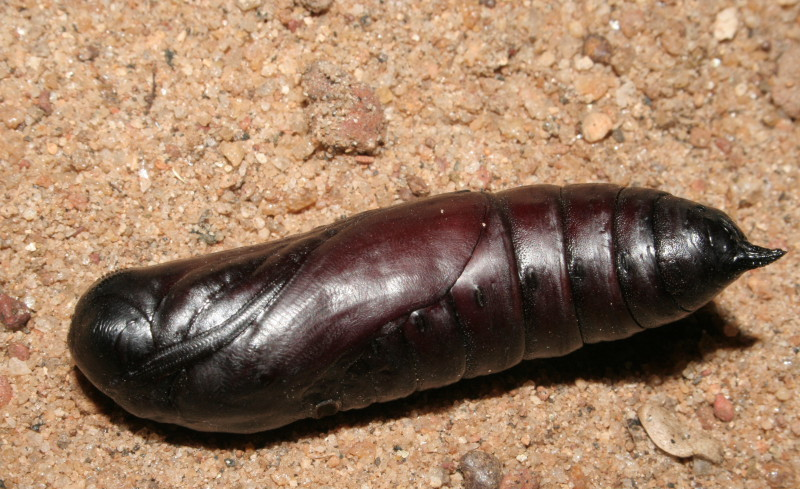
Pupa
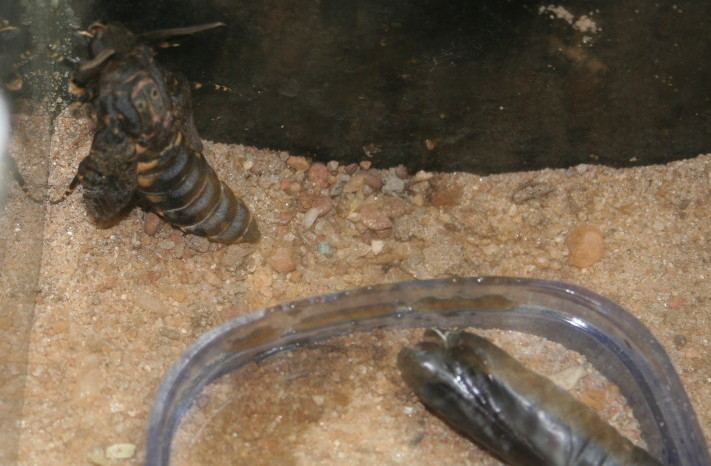
Emergiendo
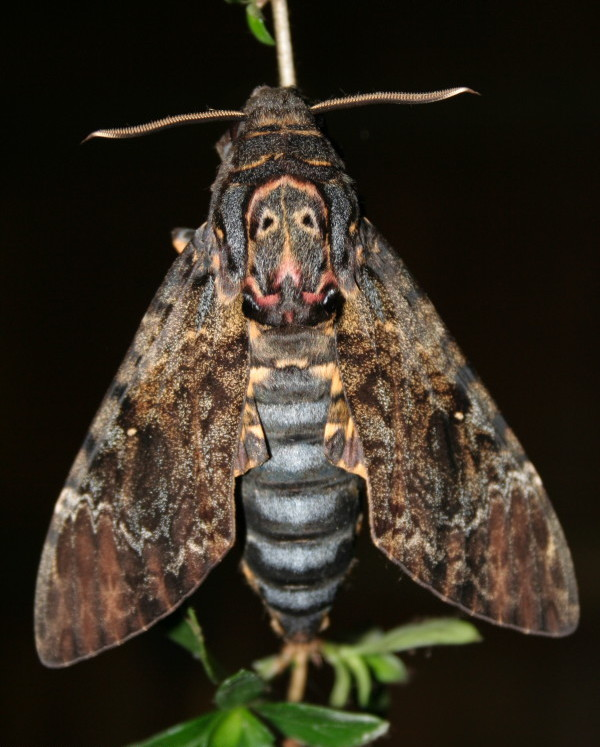
Imago (vista dorsal)
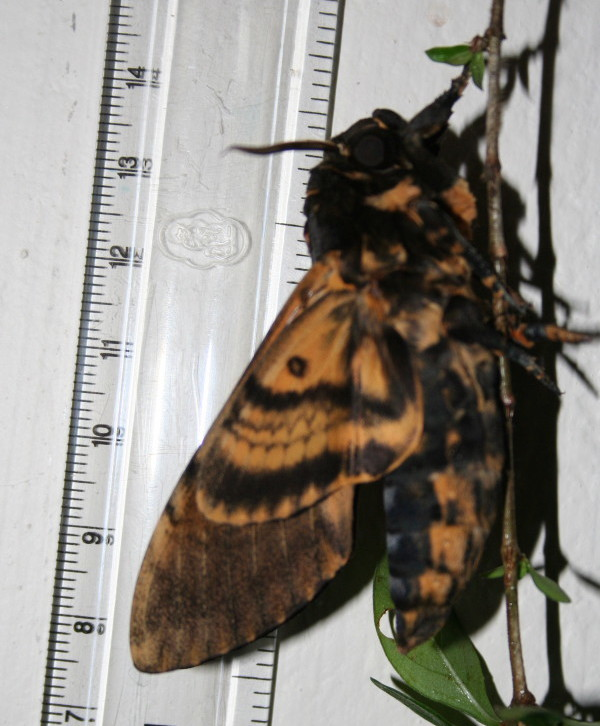
Imago (Vista lateral)
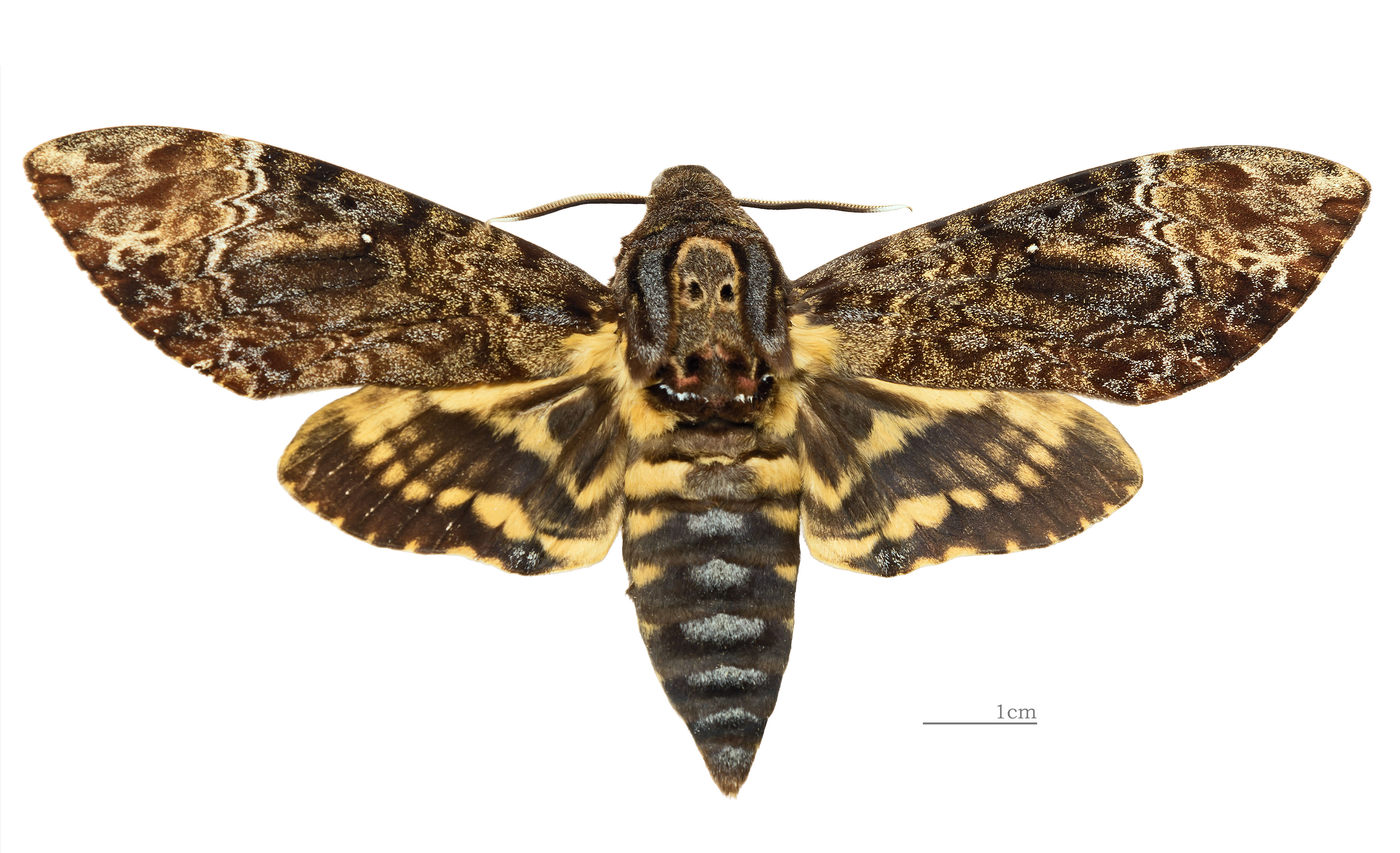
Vista dorsal hembra (espécimen recolectado)
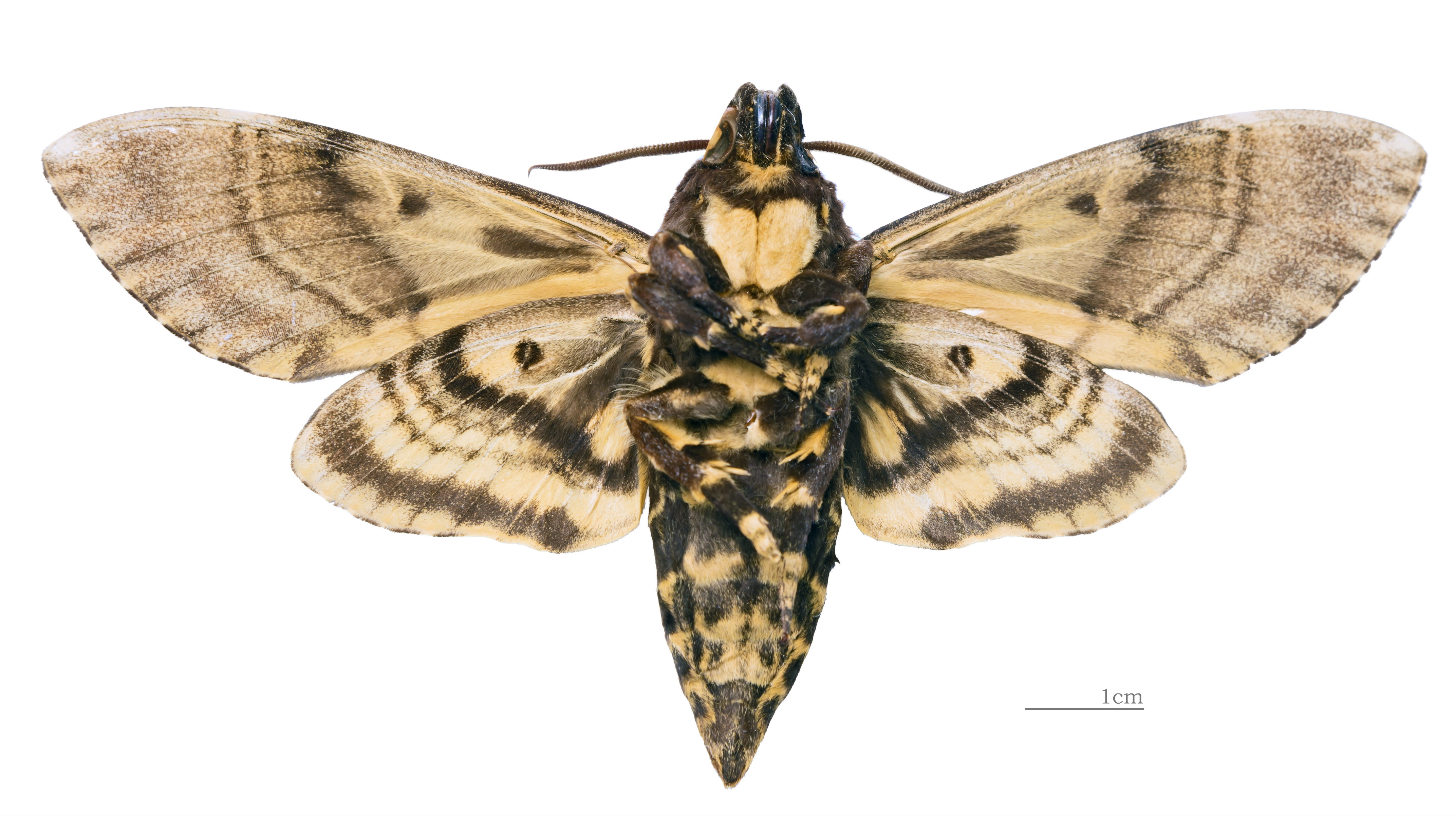
Vista ventral hembra (espécimen recolectado)